# Splendid Love
「Splendid Love」は、Lip'sの2ndシングル。1990年6月1日にCBS・ソニーよりリリースされた。

## 解説
加藤貴子、山本京子、吉村夏枝の3人より結成されたアイドルユニット「Lip's」の2ndシングル。1stアルバム『これ、うまいぢゃん』（1990年9月21日リリース）にも収録されている。UCC缶コーヒーのCMにも使用された。
アレンジャーの清水信之は、当時の「キーボードスペシャル」などの雑誌インタビューで、ヤマハのシンセサイザーDX7や、シーケンサーQX5による打ち込みで、ベーシックトラックを作り、自身のリズム・ギターのカッティングをダビングしたと語っていた。
なお、間奏のサックスソロは、当時CBS・ソニーが和製ケニー・Gとして売り出し中だった、フュージョン・サックスプレイヤーの三四郎による演奏である。

## 参加ミュージシャン
- Lip's（加藤貴子・吉村夏枝・山本京子） - ボーカル
- 清水信之 - キーボード、ギター、編曲
- 藤本三四郎 - サックスソロ
- 数原晋 - トランペット、トロンボーン
- 金城寛文 - サックス
- 安部恭弘・和田夏代子・槙みちる - コーラス